# Allsvenskan 2002
L'edizione 2002 del campionato di calcio svedese (Allsvenskan) vide la vittoria finale del Djurgårdens IF.
Capocannoniere del torneo fu Peter Ijeh (Malmö FF), con 24 reti.

## Classifica finale
|    | Classifica      | G  | V  | N  | P  | GF | GS | Diff | Punti |
| -- | --------------- | -- | -- | -- | -- | -- | -- | ---- | ----- |
| 1  | Djurgården      | 26 | 16 | 4  | 6  | 51 | 33 | +18  | 52    |
| 2  | Malmö FF        | 26 | 14 | 4  | 8  | 52 | 32 | +20  | 46    |
| 3  | Örgryte         | 26 | 12 | 8  | 6  | 49 | 38 | +11  | 44    |
| 4  | Helsingborg     | 26 | 10 | 8  | 8  | 38 | 38 | 0    | 38    |
| 5  | AIK             | 26 | 9  | 10 | 7  | 35 | 38 | -3   | 37    |
| 6  | Halmstad        | 26 | 8  | 12 | 6  | 35 | 28 | +7   | 36    |
| 7  | Örebro          | 26 | 9  | 8  | 9  | 32 | 39 | -7   | 35    |
| 8  | GIF Sundsvall   | 26 | 8  | 9  | 9  | 29 | 35 | -6   | 33    |
| 9  | Hammarby        | 26 | 8  | 8  | 10 | 43 | 42 | +1   | 32    |
| 10 | Elfsborg        | 26 | 8  | 8  | 10 | 25 | 31 | -6   | 32    |
| 11 | Landskrona BoIS | 26 | 8  | 6  | 11 | 41 | 39 | +2   | 30    |
| 12 | IFK Göteborg    | 26 | 8  | 4  | 14 | 25 | 39 | -14  | 28    |
| 13 | IFK Norrköping  | 26 | 6  | 9  | 11 | 37 | 40 | -3   | 27    |
| 14 | Kalmar          | 26 | 6  | 6  | 14 | 20 | 40 | -20  | 24    |

## Spareggio salvezza/promozione
Allo spareggio salvezza/promozione vennero ammesse la dodicesima classificata in Allsvenskan (IFK Göteborg) e la terza classificata in Superettan (Västra Frölunda IF).
|                 | Risultati |                 | Luogo e data               |
| --------------- | --------- | --------------- | -------------------------- |
| Västra Frölunda | 1 - 1     | IFK Göteborg    | Göteborg, 6 novembre 2002  |
| IFK Göteborg    | 2 - 0     | Västra Frölunda | Göteborg, 10 novembre 2002 |
|                 |           |                 |                            |

## Verdetti
- Djurgårdens IF campione di Svezia 2002.
- IFK Norrköping e Kalmar FF retrocesse in Superettan.